# امام ضامن (قزوین)
امام ضامن (قزوین)، روستایی از توابع بخش مرکزی شهرستان قزوین در استان قزوین ایران است.که درحال حاضرحدودصدخانوار میباشندوبه لحاظ اینکه چون سازمان‌های دولتی اعم ازجهادکشاورزی و۰۰۰ اجازه ساخت وسازنمیدهند متاسفانه حدود۹۰درصدشان درشهرقزوین مستاجرهستندو هرچقدر هم که نامه نگاری میکنیم امکانات اولیه ازقبیل آب وبرق وگازرانمیدهند ومسئولین متاسفانه کمبود بودجه راهرباربهانه میکنند وماچندین سال است که هیچگونه جوابی نگرفته ایم این روستادرسال۱۳۷۰سی ودو  خانواربوده است بادومدرسه به نامهای منتظرقائم عج ومکتب خانه قدیمی وآب لوله کشی روستاازچشمه و همچنین شورای روستابوده است وچون امکانات کافی زمان خودرانداشتیم به شهرواطراف آن مهاجرت کردیم ودرحال حاضر به دلیل مستاجری مجبوریم به روستابرگردیم چون کرایه های خانه سرسام آور است ودرروستاچون خانه هاقدیمی وگل وخشتی است نمیشود درآنها زندگی کردلذابایدامکانات اولیه باشد وساختمان مهندسی احداث شودکه متاسفانه مسئولین یاری نمیکننددرضمن روستای امام ضامن(قنبرآباد)در۱۰کیلومتری ازمرکزاستان دربالای روستای ناصرآباد میباشدکه دارای کدروستایی ازتقسیمات کشوری میباشد ولی تاکنون هیچ بودجه ای به روستاتعلق نگرفته است ونامه نگاریهایی باسازمانهای برق استان قزوین وجهادکشاورزی..بخشداری..فرمانداری واستانداری..عقیدتی سیاسی استان..سازمان بنیادمسکن شده ولی متاسفانه هرکدام مارابه دیگری منتقل می‌کنندکه تاالان بدون حاصل بوده وجوابی نگرفته‌ایم این نگارش در مورخ۱۳۹۹/۷/۱۰ تنظیم شده است امیدواریم مسئولان به روستاهاهم اهمیت دهند

## جمعیت
این روستا در دهستان اقبال غربی قرار دارد و براساس سرشماری مرکز آمار ایران در سال ۱۳۸۵، جمعیت آن زیر سه خانوار بوده‌است.